# Anacroneuria chavin
Anacroneuria chavin és una espècie d'insecte plecòpter pertanyent a la família dels pèrlids.

## Descripció
- Els adults presenten el cap i el pronot de color marró rogenc, els palps foscos i les ales groc clar amb la nervadura ambre.
- Les ales anteriors del mascle fan 10,5 mm de llargària.
- La femella no ha estat descrita.[5]

## Hàbitat
En el seu estadi immadur és aquàtic i viu a l'aigua dolça, mentre que com a adult és terrestre i volador.

## Distribució geogràfica
Es troba a Sud-amèrica: el Perú.